# Picea koyamae
{{#ifeq:0|0|{{#if:|{{#if:Piceakoyamae|[[]}}|}}}}
Picea koyamae (ялина Коями, яп. ヤツガタケトウヒ, Яцугатаке-тохі) — вид роду ялина родини соснових. Вид названий на честь японського ботаніка Міцуа Коями.

## Поширення, екологія
Країни проживання: Японія (Хонсю). У горах Яцугатаке вид обмежений лавовими потоками, у той час як в горах Акайші іноді зустрічається пісковиках або частіше на вапняках. Росте на 1500–2000 м над рівнем моря. Клімат прохолодний, зі сніжними зимами і 1000–2000 мм річних опадів.

## Опис

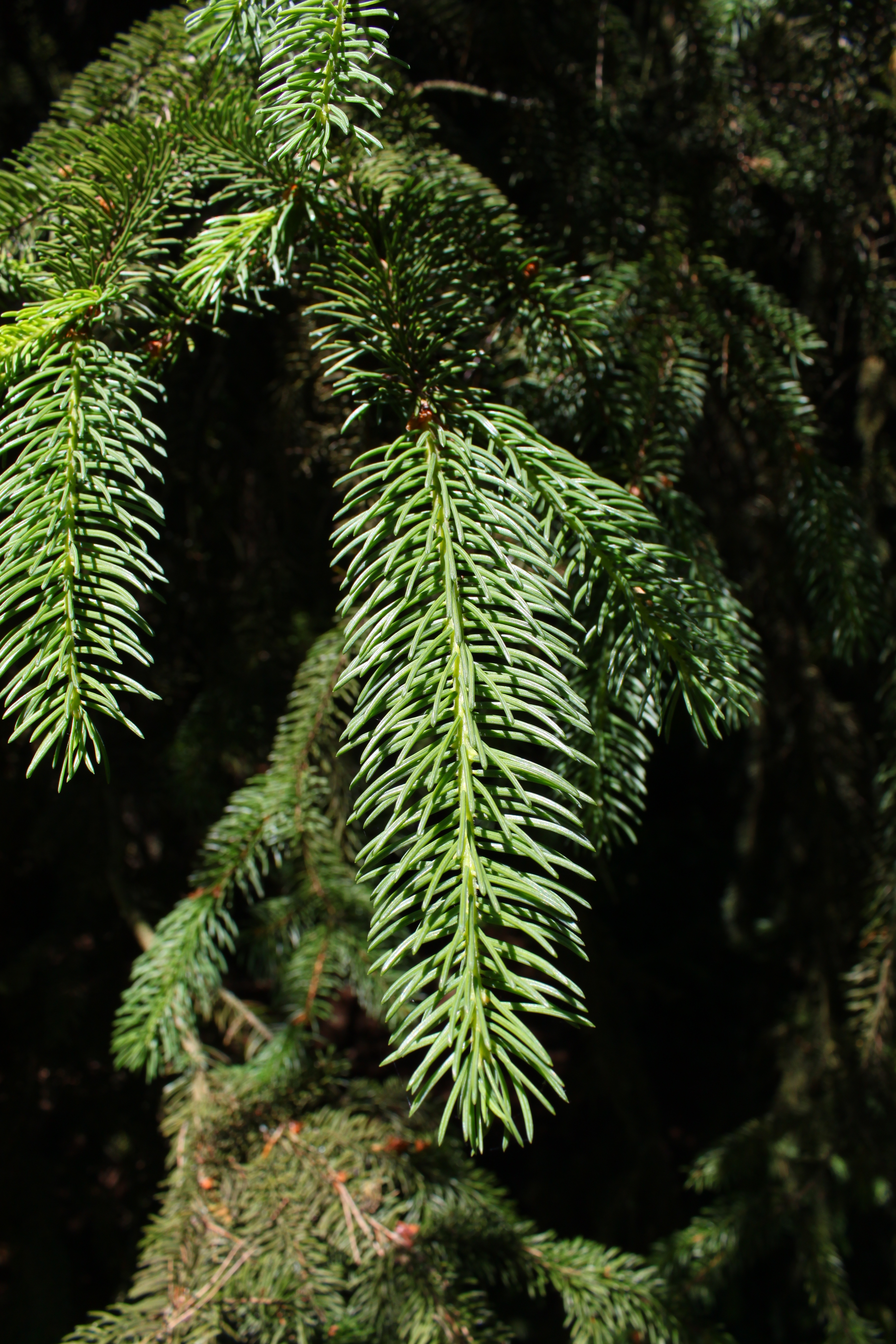
Гілка

Однодомне, вічнозелене дерево до 20 м заввишки і 40 см діаметром, з прямим круглим стовбуром і довгими тонкими, горизонтальними розлогими гілками. Кора гладка і коричнева на молодих деревах, стаючи сіро-коричневими потім. Листя лінійне 8–12 мм завдовжки, 1,5 мм в поперечнику. Квітне з травня по червень. Пилкові шишки ростуть на пагонах попереднього року, циліндричні, червоно-коричневі, з численними тичинками. Насіннєві шишки прямовисні, поодинокі, ростуть на пагонах попереднього року, червонувато-фіолетові, циліндричні, 4–8 см завдовжки, 2–2,5 см в поперечнику. Насіння веретеноподібне, чорно-коричневе, ≈ 3 мм в довжину, 2 мм в поперечнику; крила світло-коричневі, довгасто-обернено-яйцюваті, ≈ 10 мм довжиною, 5 мм в ширину.

## Використання
Історично вважається, що Picea koyamae використовували для виготовлення меблів і для будівництва будинків.

## Загрози та охорона
Найбільшою загрозою для Picea koyamae за останні 100 років була від заготівлі лісу. У 1990 році тільки в одному місці було надано захист виду, але в результаті подальших досліджень щодо поширення виду, ще шість областей були призначені як охоронні території.